# Каменно-Задільське сільське поселення
Ка́менно-Заді́льське сільське поселення (рос. Каменно-Задельское) — колишнє муніципальне утворення в складі Балезінського району Удмуртії, Росія. Адміністративний центр — село Каменне Задільє.
Розформоване 30 травня 2021 року законом Удмуртської Республіки за 17 травня 2021 року № 49-РЗ через переформування муніципального району на муніципальний округ.

## Географія
Поселення розташоване на сході району, уздовж правого берега річки Чепца, за 17 км від районного центру. На сході межує з Кезьким районом, на півночі — з Турецьким та Еркешевським сільськими поселеннями, на заході — з Кожильським сільським поселенням та Балезінським сільським поселенням, на півдні — з Воєгуртським сільським поселенням.
На території поселення знайдено корисні копалини — нафта, торф, гравій, пісок.

## Населення
Населення — 654 особи (2015; 661 в 2012, 671 в 2010).
До складу поселення входять такі населені пункти:
| Населений пункт       | Населення, осіб (2010) | Населення, осіб (2012) |
| --------------------- | ---------------------- | ---------------------- |
| Бітчимшур, присілок   | 43                     | 41                     |
| Бозгон, присілок      | 6                      | 8                      |
| Буріно, присілок      | 112                    | 111                    |
| Каменне Задільє, село | 416                    | 412                    |
| Карйил, присілок      | 6                      | 7                      |
| Річка Люк, присілок   | 69                     | 66                     |
| Сед'яр, присілок      | 19                     | 16                     |

## Господарство
Серед підприємств у поселенні діють СПК «Колгосп Шлях до комунізму» (Каменне Задільє) та гусяча ферма філіал ВАТ «Глазовська птахофабрика» (Бітчимшур), пошта (Кам'яне Заділля), магазин «Роса-2», магазин Балезінської споживспілки. Основні показники на 2012 рік: виробництво молока 3,8 тисячі тонн, яєць 280 тисяч штук, картоплі 180 тонн, зерна 1,6 тисячі тонн; поголів'я великої рогатої худоби 1443, гусей 9601; надій молока 7,4 тонни від корови, врожайність зернових 8,7 ц/га, картоплі 60 ц/га.
Серед закладів соціальної сфери у поселенні діють середня школа (Кам'яне Заділля), бібліотека, будинок культури, 2 ФАПи (2010 року закрито Бурінський ФАП). 2012 року команда поселення посіла 3 місце у Малій олімпіаді, присвяченій пам'яті Героя Радянського Союзу Торопова А. Д.
Територією поселення проходять автодороги Балезіно-Буріно-Карсовай, Буріно-Оросово та Буріно-Чепца, дорога до присілку Бітчимшур. Через поселення проходять автобусні маршрути з Глазова та Балезіно на Кез та Дебьоси.